# Bitwa morska pod Dover
Bitwa morska pod Dover (lub pod Goodwin Sands) – starcie zbrojne, które miało miejsce 29 maja 1652 podczas wojny angielsko-holenderskiej (1652–1654).
Po ogłoszeniu Aktu Nawigacyjnego w 1651 i konfiskacie 27 holenderskich statków handlowych koło Barbadosu, Holandia i Anglia rozpoczęły intensywne przygotowania do wojny.
Dnia 29 maja 1652 w okolicach cieśniny Kaletańskiej doszło do bitwy pomiędzy holenderskim konwojem eskortującym 40 statków dowodzonym przez admirała Maartena Trompa (44 okręty,1342 działa) a angielską eskadrą złożoną dowodzoną przez Roberta Blake’a (24 okręty, 908 dział).
Rozporządzenie Cromwella wymagało od wszystkich zagranicznych flot na Morzu Północnym i kanale La Manche obniżyć flagę w salucie, jednak Tromp nie miał zamiaru tego przestrzegać. Blake trzykrotnie wystrzelił ostrzegawczo. Gdy trzeci pocisk uderzył w okręt, raniąc kilku marynarzy, Tromp odpowiedział ostrzegawczą salwą burtową ze swego okrętu flagowego Brederode. Blake odpowiedział salwą burtową i rozpoczęła się 5-godzinna bitwa. Obie floty doznały uszkodzeń, lecz gdy ciemność zapadła, holenderska flota wycofała się zachowując defensywną linię mającą ochraniać konwój. Anglicy zdobyli dwa holenderskie marudery: Sint Laurens i Sint Maria (opuszczony w stanie tonącym, odzyskany przez Holendrów i odprowadzony do portu macierzystego). Tromp zaoferował przeprosiny dla Blake’a i poprosił o zwrot zdobytego okrętu, jednak Blake odmówił.
Anglia oficjalnie wypowiedziała wojnę 10 lipca 1652.